# Grégory Coupet
Grégory Coupet (* 31. prosince 1972, Le Puy-en-Velay, Francie) je bývalý francouzský fotbalový brankář a reprezentant.
Hrál postupně za AS Saint-Étienne (1993–1997), Olympique Lyonnais (1997–2008), Atlético Madrid (2008–2009) a Paris St. Germain (2009–2011).